# 郑健龙
郑健龙（1954年5月25日—），湖南省邵东市人，中国工程院院士，道路工程专家。长沙理工大学教授、博导，长沙理工大学首任校长。主要从事道路工程、岩土工程领域科学研究、技术开发与工程实践。

## 生平
1954年5月25日，郑健龙出生于湖南省邵东市。
1978年2月至1982年12月，在中南矿冶学院（现中南大学）学习固体力学专业，大学本科毕业。
1981年12月至1988年9月，担任长沙交通学院（现长沙理工大学）助教、讲师。
1984年8月至1986年7月，在湖南大学学习固体力学专业，硕士研究生毕业。
1988年9月至1995年9月，担任长沙交通学院教研室副主任。
1993年至1994年，担任比利时道路研究中心访问学者。
1995年9月至1997年7月，担任长沙交通学院教研室主任。
1997年，担任长沙理工大学教授、博士生导师。
1997年7月至1999年5月，担任长沙交通学院院长助理、副院长。
1998年8月至2001年12月，在长安大学学习道路与铁道工程专业，博士研究生毕业。
1999年5月至2003年7月，担任长沙交通学院代院长、院长。
2003年7月至2014年3月，担任长沙理工大学党委副书记、校长。
2009年11月，担任公路工程教育部重点实验室主任。
2013年4月，担任公路养护技术国家工程实验室主任。
2015年，当选为中国工程院院士。

## 成就贡献
1. 2022年 高等教育（本科）国家级教学成果奖 二等奖
2. 2020年 中国公路学会科学技术奖 特等奖
3. 2014年 湖南省科学技术进步奖 一等奖
4. 2012年 国家科学技术进步奖 二等奖
5. 2011年 湖南省光召科技奖
6. 2010年 湖南省科学技术进步奖 一等奖
7. 2010年 湖南省光召科技奖
8. 2010年 中国公路学会科学技术奖 一等奖
9. 2009年 国家科学技术进步奖 一等奖
10. 2005年 中国公路学会科学技术奖 一等奖[3]